# Sai hak chin
Sai hak chin (洗黑钱S), noto anche con il titolo internazionale Tiger Cage 2, è un film del 1990 diretto da Yuen Wo Ping. La pellicola è il seguito tematico di Dak ging to lung (1988), ed è stata a sua volta seguita da Leng mian ju ji shou (1991).

## Trama
Yau è un poliziotto soprannominato "il Dragone" per il suo modo di fare impulsivo e diretto, che assiste casualmente a una rapina in cui numerose persone finiscono per essere uccise; nel frattempo, la borsa contenente il denaro tuttavia scompare. La polizia tuttavia ritiene che sia Yau il mandante del colpo, e di conseguenza è costretto a fuggire, insieme all'avvocato Mandy Chang e a David, un rapinatore tradito dalla sua banda. Tuttavia, anche gli assassini sono sulle tracce di Yau, poiché pensano che si sia appropriato del denaro.

## Distribuzione
Ad Hong Kong la pellicola è stata distribuita dalla D&B Films, a partire dall'11 agosto 1990.